# Zbigniew Kozak

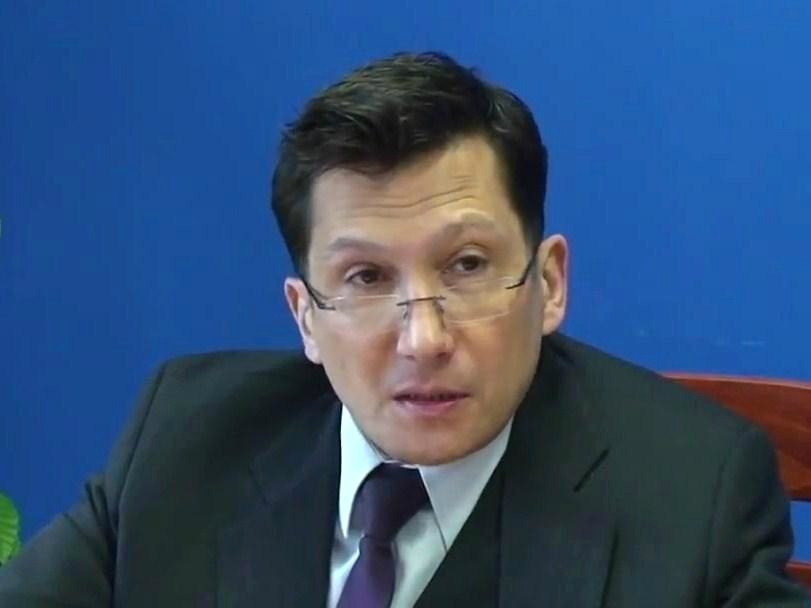
Zbigniew Kozak (2011)

Zbigniew Ryszard Kozak (* 3. April 1961 in Gdynia) ist ein polnischer Politiker, Kommunalpolitiker und seit 2005 Abgeordneter des Sejm in der V. und VI. Wahlperiode.
Er beendete das Studium an der Fakultät für Elektrotechnik und Automatik an der Technischen Universität Gdańsk und an der Fakultät für Gesellschaftswissenschaften der Universität Gdańsk. Nach 1993 arbeitete er in IT-Unternehmen.
1993 trat er der Partei Unia Polityki Realnej (Union der Realpolitik – UPR). Er war unter anderem Vorsitzender des Kreises Pomorze und Mitglied des Hauptrats dieser Partei. 2004 trat er der Partei Prawo i Sprawiedliwość (Recht und Gerechtigkeit – PiS) bei, er ist Vorsitzender dieser Partei in Gdynia.
Bei den Parlamentswahlen 2005 wurde er für den Wahlkreis Gdynia-Słupsk über die Liste der PiS in den Sejm gewählt. Ein Jahr später kandidierte er für das Amt des Stadtpräsidenten von Gdynia, erreichte aber nur 7,49 % der Stimmen.
Bei den Sejmwahlen 2007 wurde er für die PiS mit 9.608 Stimmen als Abgeordneter bestätigt. Er ist Mitglied der Sejm-Kommissionen für Wirtschaft und Infrastruktur.